# Force India VJM05
Chronologie des modèles (2012)
Force India VJM04 Force India VJM06
La Force India VJM05 est la monoplace de Formule 1 engagée par l’équipe Force India F1 Team dans le cadre du championnat du monde de Formule 1 2012. Présentée le 3 février 2012 à Silverstone, elle commence le championnat le 18 mars 2012 au Grand Prix d'Australie, pilotée par l’Écossais Paul di Resta et l’Allemand Nico Hülkenberg.
Respectant le règlement technique 2012, la VJM05 présente un nez en gavial similaire à la grande majorité des monoplaces du plateau. Le museau a ainsi une marche significative au niveau des roues avant pour satisfaire une hauteur limite maximale passée de 625 mm à 550 mm par rapport au plan de référence.

## Résultats en championnat du monde de Formule 1
| Saison | Écurie                     | Moteur              | Pneus   | Pilotes         | Courses | Courses | Courses | Courses | Courses | Courses | Courses | Courses | Courses | Courses | Courses | Courses | Courses | Courses | Courses | Courses | Courses | Courses | Courses | Courses | Points inscrits | Classement |
| Saison | Écurie                     | Moteur              | Pneus   | Pilotes         | 1       | 2       | 3       | 4       | 5       | 6       | 7       | 8       | 9       | 10      | 11      | 12      | 13      | 14      | 15      | 16      | 17      | 18      | 19      | 20      | Points inscrits | Classement |
| ------ | -------------------------- | ------------------- | ------- | --------------- | ------- | ------- | ------- | ------- | ------- | ------- | ------- | ------- | ------- | ------- | ------- | ------- | ------- | ------- | ------- | ------- | ------- | ------- | ------- | ------- | --------------- | ---------- |
| 2012   | Sahara Force India F1 Team | Mercedes V8 FO 108Z | Pirelli |                 | AUS     | MAL     | CHI     | BAH     | ESP     | MON     | CAN     | EUR     | GBR     | ALL     | HON     | BEL     | ITA     | SIN     | JAP     | COR     | IND     | ABU     | USA     | BRÉ     | 109             | 7e         |
| 2012   | Sahara Force India F1 Team | Mercedes V8 FO 108Z | Pirelli | Paul di Resta   | 10e     | 7e      | 12e     | 6e      | 14e     | 7e      | 11e     | 7e      | Abd     | 11e     | 12e     | 10e     | 8e      | 4e      | 12e     | 12e     | 12e     | 9e      | 15e     | 19e*    | 109             | 7e         |
| 2012   | Sahara Force India F1 Team | Mercedes V8 FO 108Z | Pirelli | Nico Hülkenberg | Abd     | 9e      | 15e     | 12e     | 10e     | 8e      | 12e     | 5e      | 12e     | 9e      | 11e     | 4e      | 21e*    | 14e     | 7e      | 6e      | 8e      | Abd     | 8e      | 5e      | 109             | 7e         |

Légende : ici
- * : le pilote n'a pas terminé la course mais est classé pour avoir parcouru plus de 90 % de la distance de course.